# Castorocauda
Castorocauda is een geslacht van uitgestorven zoogdieren, behorend tot de Mammaliaformes en meer in het bijzonder tot de groep van de Docodonta, dat 164 miljoen jaar geleden tijdens het Midden-Jura leefde in het gebied van het huidige Binnen-Mongolië.
De soort is in 2006 beschreven door Ji Qiang op grond van bestudering van een veel eerder ontdekt fossiel (JZMP04117) uit de Daohugou Beds. De geslachtsnaam betekent 'beverstaart', de soortaanduiding: 'op een otter gelijkend'. Castorocauda is binnen de Docodonta met meest verwant met de Europese vormen Krusatodon en Simpsonodon.

## Beschrijving
Een opmerkelijk feit betreft de grootte van Castorocauda. Het dier was ongeveer een halve meter lang (de schedel was meer dan zes centimeter lang) en rond de achthonderd gram zwaar, waarmee Castorocauda een ware reus was onder de toenmalige zoogdierachtige vormen. Het was groter dan alle andere zoogdieren en zoogdierachtige dieren uit het Jura. Zoals de naam al aanduidt gaat het om een dier dat, hoewel niet tot de zoogdieren in strikte zin behorend, wel veel eigenschappen heeft van een modern zoogdier, met name de haarvacht. Dát Castorocauda een vacht bezat, toont het fossiel onomstotelijk aan, want het bezit zo'n buitengewone staat van preservering dat de haren bewaard zijn gebleven, ook van een ondervacht. Het is de vroegst bewaard gebleven aan die van zoogdieren homologe vacht die tot nu toe bekend is. Voor de beschrijving van Castorocauda waren de zoogdieren uit de Yixian-formatie (circa 125 miljoen jaar oud), zoals Eomaia en Sinodelphys, de oudst bekende zoogdieren/zoogdierachtigen waarbij een vacht bewaard is gebleven. Het fossiel toont ook dat de vrij dikke staart in de achterste helft schubben bezat zoals een bever. Het gebit is echter van een carnivoor, vandaar dat de soortnaam naar een otter verwijst. Er zijn ook nog vage sporen van zwemvliezen tussen de tenen, zodat een aquatische levenswijze verondersteld wordt. De voorpoten waren kort en sterk. Bovendien zijn bij Castorocauda sporen aan de enkels bewaard gebleven, die waarschijnlijk net als bij het hedendaagse vogelbekdier de uitgangen bevatten van gifklieren. Dergelijk complete fossielen van Mammaliaformes uit het Mesozoïcum zijn een hoge uitzondering.
Vermoedelijk kan zijn manier van leven worden vergeleken met die van het vogelbekdier, dat in het water zwemt op zoek naar voedsel. De voorpoten hadden kunnen worden gebruikt voor het peddelen of graven.
De goed bewaarde onderkaak heeft vier snijtanden, een hoektand, vijf premolaren en zes kiezen per helft van de kaak. De constructie van de kiezen komt grotendeels overeen met die van de rest van de Docodonta. Een speciaal kenmerk zijn de twee belangrijkste kiezen, met vijf achter elkaar geplaatste knobbels. Uit de constructie van de tanden wordt geconcludeerd dat Castorocauda leefde van vissen en ongewervelde waterdieren.

## Ontdekking en naamgeving
Castorocauda staat bekend om een bijna volledig bewaard skelet dat werd gevonden in de Jiulongshan-formatie in de Chinese autonome regio Binnen-Mongolië en werd voor het eerst beschreven in 2006 door Qiang Ji, Zhe-Xi Luo, Chong-Xi Yuan en Alan R. Tabrum. De geslachtsnaam Castorocauda komt van het Latijnse 'castor' voor bever en 'cauda' voor staart, het epitheton lutrasimilis is afgeleid van de woorden 'lutra' (otter) en 'similis' (vergelijkbaar).

## Classificatie
In zijn lichaamsbouw vertoont Castorocauda overeenkomsten met hedendaagse waterzoogdieren zoals bevers, otters of vogelbekdieren. Deze overeenkomsten zijn echter niet gebaseerd op verwantschap, maar eerder op convergente evolutie, omdat de lijnen van moderne zoogdieren zich pas veel later ontwikkelden. Castorocauda is ingedeeld in de Docodonta-groep, een taxon gebruikelijk in het Jura en Vroeg-Krijt in Eurazië en Noord-Amerika. Ze behoren tot een groep dieren die grotendeels vergelijkbaar zijn met de zoogdieren van vandaag, maar verschillen in details zoals de constructie van de gehoorbeentjes en het kaakgewricht en daarom nog niet bij zoogdieren in engere zin (sensu stricto), maar als 'zoogdierachtige' dieren (Mammaliaformes) of zoogdieren in bredere zin (sensu lato). Zelfs met een eerder ontdekte vertegenwoordiger van de Docodonta, Haldanodon, waren de gedrongen ledematen geïnterpreteerd als een mogelijke aanpassing aan een gravende of aquatische levensstijl.

## Betekenis van de vondst
Castorocauda was het grootste bekende zoogdier (of zoogdierachtig dier) in de Jura en anticipeerde, door zich aan te passen aan het waterleven, op een ontwikkeling die voorheen alleen bekend was bij zoogdieren uit het Cenozoïcum (meer dan 100 miljoen jaar later). Tot voor kort werd gedacht dat alle zoogdieren uit het Mesozoïcum kleine, relatief niet-gespecialiseerde dieren waren die meestal nachtelijke insecteneters waren. Castorocauda past echter in een aantal recent ontdekte mesozoïsche zoogdieren, die bewijzen dat er in die periode al belangrijke specialisaties waren, zoals het roofzuchtige geslacht Repenomamus, het miereneterachtige geslacht Fruitafossor of het Volaticotherium met zweefmembranen.